# Самонов, Александр Александрович
Александр Александрович Самонов (род. 23 августа 1995, Москва) — российский хоккеист, вратарь «Салавата Юлаева». Мастер спорта России (2017).

## Биография
Начинал играть в хоккей в московской школе «Ясенево». С 2012 по 2015 год выступал в МХЛ за «Русских витязей».
В 2016—2017 году в ВХЛ выступал за клуб ТХК. В 2017—2019 годах в ВХЛ выступал за клуб «Динамо» Санкт-Петербург. Обладатель Кубка Петрова. Лучший хоккеист плей-офф ВХЛ 2018 года.
При этом за три сезона (2016—2020) провёл 26 игр в КХЛ в составе «Витязя».
18 октября 2019 года перешёл в СКА. Контракт был рассчитан до 30 апреля 2022 года. Вместе с командой стал обладателем серебряных медалей чемпионата России в первом же сезоне. 14 ноября 2022 года вместе с Даниилом Пыленковым был обменян в «Северсталь» на Владислава Подъяпольского.
В 2017 году стал чемпионом Универсиады — 2017.
В 2021 году принял участие в чемпионате мира.
17 мая 2023 года в результате обмена перешёл в уфимский «Салават Юлаев».

## Награды
- Медаль ордена «За заслуги перед Отечеством» I степени (25 февраля 2022 года) — за высокие спортивные достижения, волю к победе, стойкость и целеустремлённость, проявленные на XXIIV Олимпийских зимних играх 2022 года в городе Пекине (Китайская Народная Республика)[3]